# Disreflessia autonomica
La sindrome da disreflessia autonomica o autonoma, in breve DA, è una patologia che si incontra in persone con lesione midollare completa, sovente sopra T6, ma è stata osservata anche in lesioni fino a T10.

## Eziologia
La disreflessia autonomica può insorgere dopo la fase di shock spinale (viene osservata in genere 10-12 settimane dopo l'evento lesivo), cioè quando il midollo isolato (che deve essere integro) riesce a recuperare un'attività riflessa autonoma. Questa sindrome è l'espressione di una risposta fisiologica alterata a stimoli cutanei o viscerali nocicettivi, (determinata dalla perdita del controllo encefalico sui centri del sistema nervoso simpatico situati al di sotto della lesione), che si traduce in un'aumentata scarica di adrenalina responsabile della sintomatologia presentata dai pazienti.

## Segni e sintomi
- Cefalea pulsante, a volte estremamente violenta;
- Ipertensione (a volte fino a 300 mmHg);
- Bradicardia;
- Sudorazione;
- Congestione nasale;
- Eritema;
- Orripilazione;
- Midriasi;
- Dispnea;
- Contratture muscolari agli arti inferiori e all'addome.[1]

## Patogenesi
I fattori scatenanti di questa sindrome possono essere:
- Dilatazione vescicale acuta (da cause varie, come ostruzione del catetere e/o collo vescicale ipertonico);
- Esplorazioni uretro-vescicali;
- Calcolosi uretero-vescicale;
- Processi infiammatori uro-ano-genitali (uretriti, prostatiti, emorroidi, epididimiti);
- Fecalomi e meteorismo dell'ampolla rettale;
- Processi infiammatori addominali (appendiciti, coliche);
- Decubiti, soprattutto ischiatici e sacrali;
- Paraosteoartropatie e fratture;
- Fattori generali (freddo o caldo eccessivi, tromboflebiti, ustioni);
- Cambiamenti di postura o posture scorrette in carrozzina, a letto e/o in ortostatismo;
- Esercizi di mobilizzazione inappropriati.[2][3][4]

Particolarmente pericolosi sono gli episodi acuti perché possono condurre ad un arresto cardiaco o ad un'emorragia cerebrale o retinica.

## Trattamento e prevenzione
I principali accorgimenti da adottare sono i seguenti:
- Far sedere il paziente oppure sollevarne la testa.
- Svuotare la vescica, meglio se utilizzando un catetere. In presenza di un catetere a dimora controllarne la pervietà lavandolo delicatamente e accuratamente: se questo non dovesse bastare sostituirlo con uno nuovo.
- Rimuovere manualmente e molto delicatamente il materiale eventualmente presente nel retto dopo aver spalmato il margine anale interno ed esterno di xilocaina.
- Togliere fasce elastiche, calze e ogni altro vestito stretto.
- Verificare la presenza di altri eventuali fattori scatenanti (ulcere e decubiti cutanei, patologie addominali, fratture, paraosteoartropatie).
- Monitorare la pressione arteriosa e la frequenza cardiaca.

Durante la crisi, se la pressione arteriosa raggiunge valori elevati, a rischio per la comparsa di gravi complicanze centrali e cardio-circolatorie, è opportuna la somministrazione per via endovenosa di farmaci ad azione alfa-litica (che facilitano il rilassamento della vescica); di questi il più usato era, fino a pochi anni or sono, la fentolamina, attualmente non disponibile sul mercato nazionale; in alternativa può essere utilizzata una molecola ad azione vasodilatatrice (per esempio un calcioantagonista come la Nifedipina) per via sublinguale. Sarà opportuno inoltre far assumere al paziente la posizione seduta e ricercare le possibili cause scatenanti quali una sovradistensione vescicale (risolvibile con un cateterismo estemporaneo), una eccessiva trazione del catetere autostatico sul collo vescicale, una sovradistensione dell'ampolla rettale (lo svuotamento dovrà essere effettuato con estrema prudenza). È bene, a tale proposito, ricordare come le crisi acute di DA possano frequentemente verificarsi nel corso di interventi chirurgici urologici per via endoscopica. La prevenzione di tale possibile evenienza si basa sull'assunzione preoperatoria di farmaci ad azione alfa-litica e sull'utilizzo sistematico dell'anestesia spinale.